# Volker Pellet
Volker Pellet (* 4. Oktober 1961 in Nördlingen) ist ein deutscher Diplomat. Er ist seit Juli 2024 Botschafter in Venezuela.

## Leben
Volker Pellet studierte ab 1982 Rechtswissenschaften in Bonn und Göttingen, legte 1988 das erste juristische Staatsexamen ab und absolvierte bis 1992 das juristische Referendariat. 1992 schloss er das Studium mit dem Zweiten juristischen Staatsexamen ab und wurde mit einer Arbeit zum Thema „Die reisevertragliche Gewährleistung in Deutschland, England und Frankreich und die Auswirkungen der EG-Pauschalreiserichtlinie“ promoviert.
Pellet ist verheiratet und hat drei erwachsene Söhne.

## Laufbahn
Nach einem Jahr als Rechtsanwalt in Hamburg trat Pellet 1993 in den Auswärtigen Dienst ein und absolvierte bis 1994 den Vorbereitungsdienst für den Höheren Auswärtigen Dienst. Nach einer Verwendung als Referent in der Wirtschaftsabteilung des Auswärtigen Amtes führte ihn sein erster Auslandseinsatz 1995 an die Botschaft Belgrad (Serbien), wo er als Referent für Wirtschaft und konsularische Angelegenheiten tätig war.
Von 1998 bis 2001 war er Referent im Pressereferat des Auswärtigen Amts, wechselte dann als Sicherheitsratsreferent an die Ständige Vertretung der Bundesrepublik Deutschland bei den Vereinten Nationen, New York. Dort blieb er bis 2003 und ging dann als stellvertretender Referatsleiter ins Bundeskanzleramt. Von 2007 bis 2010 war er Ständiger Vertreter des Leiters der Botschaft Havanna (Kuba), von wo aus er nach dem Erdbeben in Haiti 2010 im Rahmen von Abordnungen zweimal für mehrere Wochen nach Port-au-Prince reiste, um den dortigen Botschafter zu unterstützen. Anschließend wurde er im Auswärtigen Amt Referatsleiter für Immobilienmanagement im Ausland.
Anfang 2015 berief ihn der Regierende Bürgermeister von Berlin zum Protokollchef. Diesen Posten bekleidete er bis 2017, als Grund für seinen Abschied wurden Konflikte mit Sawsan Chebli, seiner neuen Vorgesetzten, vermutet. Danach wechselte er als Referatsleiter Exportkontrolle zurück in das Auswärtige Amt und wurde im Juli 2018 als Nachfolger von Sabine Bloch zum Botschafter der Bundesrepublik Deutschland in Santo Domingo, Dominikanische Republik, ernannt.
Im September 2022 wurde Maike Friedrichsen seine Nachfolgerin auf dem Botschafterposten in Santo Domingo. Seit Juli 2024 ist Pellet Botschafter der Bundesrepublik Deutschland in Caracas, Venezuela.